# Randstad Holding
Randstad je nizozemská nadnárodní společnost, která se řadí mezi nejvýznamnější poskytovatele personálně-poradenských služeb na světě.

## Historie
Společnost Randstad byla založena Fritsem Goldschmedingem v roce 1960 v Nizozemsku. Postupně rozšiřovala svou působnost a dnes má zastoupení v 39 zemích světa včetně České republiky a Slovenska, v mnoha z nich je jedničkou na trhu personálních služeb.

## Randstad Česká republika
V České republice navázala na historii společnosti AYS Placements & Workshops, která byla založena v roce 1992 a jako jedna z prvních v ČR nabízela agenturní zaměstnávání. AYS byla v roce 1999 převzata 4. největší personální společností na světě – společností Vedior. Sloučením Vedioru a Randstadu v roce 2008 vznikla 2. největší personálně-poradenská společnost na světě a značka Randstad vstoupila i na český trh. V srpnu 2010 posiluje Randstad své postavení díky akvizici společnosti Start People Staffing.

## Služby
Randstad v České republice nabízí široké spektrum služeb v oblasti agenturního zaměstnávání, výběru pracovníků na stálé pracovní úvazky a personálního poradenství. Specializuje se na vyhledávání zaměstnanců na všech úrovních odbornosti a řízení v oblastech:
- Obchod a marketing
- Finance a účetnictví
- Výroba a strojírenství
- Administrativa a HR

## Členství v APPS
Randstad je řádným členem Asociace poskytovatelů personálních služeb (APPS) a stál při jejím vzniku v roce 2002.